# Kamera pogłosowa
Kamera pogłosowa – urządzenie elektroniczne służące wytwarzaniu sztucznego echa. Nazwa ta jest więc nieco myląca, gdyż generowany efekt nie jest symulacją pogłosu. Pierwsze konstrukcje kamer pogłosowych składały się z zapętlonej taśmy magnetycznej, głowic: kasującej, zapisującej oraz kilku odczytujących, a także mechanizmu napędowego. Sygnał zapisywany był na taśmie przez głowicę zapisującą, następnie odtwarzany przez zestaw głowic odczytujących o regulowanych odstępach, a na koniec kasowany przez głowicę kasującą.
Przykładem takiej kamery jest polski Sochor K84.